# ラジオきらっと
ラジオきらっとは、1985年（昭和60年）に開催された国際科学技術博覧会（科学万博）会場に開設された期間限定のAMラジオ局の愛称である。科学万博放送局とも呼ばれている。正式名称は、財団法人国際科学技術博覧会協会所属筑波放送試験局。

## 概要
科学万博の会場は辺鄙な場所にあった。最寄り駅として国鉄常磐線に設置された臨時駅「万博中央駅」と会場の間は約13kmと非常に離れており、観客はシャトルバスや自家用車を使って来場することとなった。しかしピーク時に1日に20万人の来場を見込んでいたため、交通渋滞が予想された。その対策として、交通情報を提供するラジオ放送局「ラジオきらっと」が設置されることになった。なお当時のカーラジオの多くはAM専用であったためAM放送とし、運用は文化放送が受託した。ただし当時の法令にはイベント放送局の規定がなかったため、放送試験局（現：地上基幹放送試験局）となった。
同一周波数を使用し、なおかつ送信出力が強い平壌放送と混信する懸念があるため、受信エリアは送信所を中心とした半径20kmとしていた。しかし会場の雰囲気を味わいたい聴取者や受信マニアの間で評判となり、北海道から九州まで全国から受信報告が届いた。
2月2日の試験電波発射、3月1日の試験運用（サービス放送）を経て、科学万博会期中の3月17日から9月16日まで放送が行われた。番組は15分ごとの交通情報を軸に、パビリオン情報、イベント中継、音楽など。アナウンサーは小森法孝（文化放送→北日本放送）、長谷川洋子（北海道放送）、塩崎純子（瀬戸内海放送）など、各地の放送局出身者ら5名が専任で担当。この他に、文化放送から月岡逸弥なども随時加わった。
放送設備の設計・施工経験がない科学万博協会が設置したため、設備が不十分であったり使いづらい点が多々あり、技術スタッフは運用に苦労したという。例えば放送機器やレコードが不足し、その多くは文化放送から持ちこまれたり、メーカーからの借用で対応した。また標準時計装置や時報装置がないため、時報音は文化放送が中継回線で送出したものを使用した。スタジオ設備では、建物に防音がなされていないために隣室の大声や屋外から救急車やバイクの音が入ってきたり、ひょうが降った際には屋根の鉄板に当たって音を立てたためアナウンスに支障が出た。また故障時のための予備の放送設備や予備送信機も存在しなかった。これに加え、送信所はスタジオから約20km離れており移動に30分以上かかるのにもかかわらず無人運用であり、予備電源の自家発電設備は現地での手動操作が必要なものを使用していた。そのため、送信所の停電による停波事故も発生した。
放送終了後、放送設備はAMステレオ放送の実験局（現：実験試験局）として活用された。呼出名称は「BTAステレオ実験」。呼出符号のJO2Cは使用していない。放送技術開発協議会（現：電波産業会）中波ステレオ放送委員会が開設し、運用は文化放送が行った。同期中継のテスト用に、中継局「BTAステレオ実験2」（10W）も運用されていた。